# Quênia nos Jogos Olímpicos de Verão de 2020
O Quênia participa nos Jogos Olímpicos de Verão de 2020 em Tóquio. Originalmente programados para ocorrerem de 24 de julho a 9 de agosto de 2020, os Jogos foram adiados para 23 de julho a 8 de agosto de 2021, por causa da pandemia COVID-19. É a 15.ª participação da nação nos Jogos Olímpicos de Verão desde sua estreia em 1956. A nação não participou das edições de 1976 e 1980, devido aos boicotes africano e norte-americano, respectivamente.

## Competidores
Abaixo está a lista do número de competidores nos Jogos.
| Esporte      | Masculino | Feminino | Total |
| ------------ | --------- | -------- | ----- |
| Atletismo    | 22        | 18       | 40    |
| Boxe         | 2         | 2        | 4     |
| Natação      | 1         | 1        | 2     |
| Rugby sevens | 12        | 12       | 24    |
| Taekwondo    | 0         | 1        | 1     |
| Voleibol     | 0         | 14       | 14    |
| Total        | 37        | 48       | 85    |

## Atletismo
Os seguintes atletas quenianos conquistaram marcas de qualificação, pela marca direta ou pelo ranking mundial, nos seguintes eventos de pista e campo (até o máximo de três atletas em cada evento):
Seis maratonistas (três por gênero) foram nomeados para a equipe queniana em 31 de janeiro de 2020, com os então campeões Eliud Kipchoge e Vivian Cheruiyot correndo sua quarta e quinta edição olímpica, respectivamente. O resto da equipe de pista e campo foi escolhido em 19 de junho de 2021, incluindo os medalhistas da Rio 2016 Hellen Obiri (10000 m feminino), Julius Yego (lançamento de dardo masculino), e a última campeã do meio-fundo Faith Kipyegon.
- Nota– As posições para os eventos de pista são em relação à bateria do atleta
- Q = Qualificado para a próxima fase
- q = Qualificado para a próxima fase como o perdedor mais rápido ou, em eventos de campo, pela posição sem atingir o alvo para qualificação
- NR = Recorde nacional
- N/A = Fase não aplicável para o evento
- Bye = Atleta não precisou disputar aquela fase

Eventos de pista e estrada
Masculino
| Atleta                 | Evento                | Eliminatória | Eliminatória | Quartas-de-final | Quartas-de-final | Semifinal | Semifinal | Final     | Final   |
| Atleta                 | Evento                | Resultado    | Posição      | Resultado        | Posição          | Resultado | Posição   | Resultado | Posição |
| ---------------------- | --------------------- | ------------ | ------------ | ---------------- | ---------------- | --------- | --------- | --------- | ------- |
| Mark Odhiambo          | 100 m                 | Bye          | Bye          |                  |                  |           |           |           |         |
| Ferdinand Omurwa       | 100 m                 | Bye          | Bye          |                  |                  |           |           |           |         |
| Emmanuel Korir         | 400 m                 |              |              | —                | —                |           |           |           |         |
| Emmanuel Korir         | 800 m                 |              |              | —                | —                |           |           |           |         |
| Ferguson Rotich        | 800 m                 |              |              | —                | —                |           |           |           |         |
| Michael Saruni         | 800 m                 |              |              | —                | —                |           |           |           |         |
| Timothy Cheruiyot      | 1500 m                |              |              | —                | —                |           |           |           |         |
| Abel Kipsang           | 1500 m                |              |              | —                | —                |           |           |           |         |
| Charles Simotwo        | 1500 m                |              |              | —                | —                |           |           |           |         |
| Samuel Chebole         | 5000 m                |              |              | —                | —                | —         | —         |           |         |
| Nicholas Kimeli        | 5000 m                |              |              | —                | —                | —         | —         |           |         |
| Samwel Masai           | 5000 m                |              |              | —                | —                | —         | —         |           |         |
| Geoffrey Kamworor      | 10000 m               | —            | —            | —                | —                | —         | —         |           |         |
| Rodgers Kwemoi         | 10000 m               | —            | —            | —                | —                | —         | —         |           |         |
| Weldon Kipkurui Langat | 10000 m               | —            | —            | —                | —                | —         | —         |           |         |
| Leonard Bett           | 3000 m com obstáculos |              |              | —                | —                | —         | —         |           |         |
| Abraham Kibiwott       | 3000 m com obstáculos |              |              | —                | —                | —         | —         |           |         |
| Benjamin Kigen         | 3000 m com obstáculos |              |              | —                | —                | —         | —         |           |         |
| Lawrence Cherono       | Maratona              | —            | —            | —                | —                | —         | —         |           |         |
| Eliud Kipchoge         | Maratona              | —            | —            | —                | —                | —         | —         |           |         |
| Amos Kipruto           | Maratona              | —            | —            | —                | —                | —         | —         |           |         |

Feminino
| Atleta                 | Evento                | Eliminatória | Eliminatória | Semifinal | Semifinal | Final     | Final   |
| Atleta                 | Evento                | Resultado    | Posição      | Resultado | Posição   | Resultado | Posição |
| ---------------------- | --------------------- | ------------ | ------------ | --------- | --------- | --------- | ------- |
| Hellen Syombua         | 400 m                 |              |              |           |           |           |         |
| Mary Moraa             | 800 m                 |              |              |           |           |           |         |
| Eunice Sum             | 800 m                 |              |              |           |           |           |         |
| Emily Cherotich Tuei   | 800 m                 |              |              |           |           |           |         |
| Winnie Chebet          | 1500 m                |              |              |           |           |           |         |
| Edinah Jebitok         | 1500 m                |              |              |           |           |           |         |
| Faith Kipyegon         | 1500 m                |              |              |           |           |           |         |
| Beatrice Chepkoech     | 3000 m com obstáculos |              |              | —         | —         |           |         |
| Hyvin Kiyeng Jepkemoi  | 3000 m com obstáculos |              |              | —         | —         |           |         |
| Purity Cherotich Kirui | 3000 m com obstáculos |              |              | —         | —         |           |         |
| Hellen Obiri           | 5000 m                |              |              | —         | —         |           |         |
| Lilian Kasait Rengeruk | 5000 m                |              |              | —         | —         |           |         |
| Agnes Jebet Tirop      | 5000 m                |              |              | —         | —         |           |         |
| Sheila Chelangat       | 10000 m               | —            | —            | —         | —         |           |         |
| Irene Chepet Cheptai   | 10000 m               | —            | —            | —         | —         |           |         |
| Hellen Obiri           | 10000 m               | —            | —            | —         | —         |           |         |
| Ruth Chepngetich       | Maratona              | —            | —            | —         | —         |           |         |
| Peres Jepchirchir      | Maratona              | —            | —            | —         | —         |           |         |
| Brigid Kosgei          | Maratona              | —            | —            | —         | —         |           |         |

Eventos de campo
| Atleta      | Evento                        | Qualificação | Qualificação | Final     | Final   |
| Atleta      | Evento                        | Distância    | Posição      | Distância | Posição |
| ----------- | ----------------------------- | ------------ | ------------ | --------- | ------- |
| Mathew Sawe | Salto em altura masculino     |              |              |           |         |
| Julius Yego | Lançamento de dardo masculino |              |              |           |         |

## Boxe
O Quênia inscreveu quatro boxeadores (dois por gênero) para o torneio olímpico. O atleta olímpico da Rio 2016 Nick Okoth (peso pena masculino) e a estreante Christine Ongare (peso pena feminino) garantiram vagas em suas respectivas categorias de peso, com o primeiro avançando à final e a última garantido uma vitória no desempate durante o Torneio Africano de Qualificação Olímpica de 2020 em Diamniadio, Senegal. Elly Ajowi Ochola (peso pesado masculino) e Elizabeth Akinyi (peso meio-médio feminino) completaram a equipe nacional do boxe após liderarem a lista de boxeadores elegíveis da África em suas respectivas categorias de peso pelo Ranking da Força-tarefa do COI. 
| Atleta            | Evento           | Fase de 32           | Oitavas-de-final     | Quartas-de-final     | Semifinais           | Final                | Final   |
| Atleta            | Evento           | Adversário Resultado | Adversário Resultado | Adversário Resultado | Adversário Resultado | Adversário Resultado | Posição |
| ----------------- | ---------------- | -------------------- | -------------------- | -------------------- | -------------------- | -------------------- | ------- |
| Nick Okoth        | -57 kg masculino |                      |                      |                      |                      |                      |         |
| Elly Ajowi Ochola | -91 kg masculino | —                    |                      |                      |                      |                      |         |
| Christine Ongare  | -51 kg feminino  |                      |                      |                      |                      |                      |         |
| Elizabeth Akinyi  | -69 kg           |                      |                      |                      |                      |                      |         |

## Natação
O Quênia recebeu vagas de universalidade da FINA para enviar os nadadores de melhor ranking (um por gênero) em seus respectivos eventos individuais para as Olimpíadas, baseado no Sistema de Pontos da FINA de 28 de junho de 2021.
| Atleta         | Evento                | Eliminatória | Eliminatória | Semifinal | Semifinal | Final | Final   |
| Atleta         | Evento                | Tempo        | Posição      | Tempo     | Posição   | Tempo | Posição |
| -------------- | --------------------- | ------------ | ------------ | --------- | --------- | ----- | ------- |
| Danilo Rosafio | 100 m livre masculino |              |              |           |           |       |         |
| Emily Muteti   | 50 m livre feminino   |              |              |           |           |       |         |

## Rugby sevens

### Torneio masculino
A Seleção Queniana de Rugby Sevens Masculino qualificou para os Jogos após conquistar a medalha de ouro e garantir a única vaga em jogo no Campeonato Africano de Sevens Masculino de 2019 em Joanesburgo, África do Sul.
Equipe
- 1 equipe de 12 jogadores

| Pos | Equipe         | Pts | J | V | E | D | PP | PC | SP  | Classificado     |
| --- | -------------- | --- | - | - | - | - | -- | -- | --- | ---------------- |
| 1   | África do Sul  | 9   | 3 | 3 | 0 | 0 | 64 | 31 | +33 | Quartas de final |
| 2   | Estados Unidos | 7   | 3 | 2 | 0 | 1 | 50 | 48 | +2  | Quartas de final |
| 3   | Irlanda        | 5   | 3 | 1 | 0 | 2 | 43 | 59 | −16 | Quartas de final |
| 4   | Quênia         | 3   | 3 | 0 | 0 | 3 | 26 | 45 | −19 |                  |

| 26 de julho 11:30 |   |        |                           |
| Estados Unidos    | – | Quênia | Ajinomoto Stadium, Tóquio |
|                   |   |        | Ajinomoto Stadium, Tóquio |

| 26 de julho 19:00 |   |        |                           |
| África do Sul     | – | Quênia | Ajinomoto Stadium, Tóquio |
|                   |   |        | Ajinomoto Stadium, Tóquio |

| 27 de julho 11:00 |   |         |                           |
| Quênia            | – | Irlanda | Ajinomoto Stadium, Tóquio |
|                   |   |         | Ajinomoto Stadium, Tóquio |

### Torneio feminino
A Seleção Queniana de Rugby Sevens Feminino qualificou para os Jogos após conquistar a medalha de prata e garantir a única vaga em jogo no Campeonato Africano de Sevens Feminino de 2019 em Jemmal, Tunísia, após a equipe sul-africana declinar a vaga devido a regras da SASCOC pertinentes à rota de qualificação continental.
Equipe
- 1 equipe de 12 jogadoras

| Pos | Equipe        | Pts | J | V | E | D | PP | PC | SP  | Classificado     |
| --- | ------------- | --- | - | - | - | - | -- | -- | --- | ---------------- |
| 1   | Nova Zelândia | 9   | 3 | 3 | 0 | 0 | 88 | 28 | +60 | Quartas de final |
| 2   | Grã-Bretanha  | 7   | 3 | 2 | 0 | 1 | 66 | 38 | +28 | Quartas de final |
| 3   | ROC           | 5   | 3 | 1 | 0 | 2 | 47 | 59 | −12 | Quartas de final |
| 4   | Quênia        | 3   | 3 | 0 | 0 | 3 | 19 | 95 | −76 |                  |

| 29 de julho 11:30 |   |        |                           |
| Nova Zelândia     | – | Quênia | Ajinomoto Stadium, Tóquio |
|                   |   |        | Ajinomoto Stadium, Tóquio |

| 29 de julho 19:00 |   |        |                           |
| Rússia            | – | Quênia | Ajinomoto Stadium, Tóquio |
|                   |   |        | Ajinomoto Stadium, Tóquio |

| 30 de julho 11:00 |   |        |                           |
| Grã-Bretanha      | – | Quênia | Ajinomoto Stadium, Tóquio |
|                   |   |        | Ajinomoto Stadium, Tóquio |

## Taekwondo
O Quênia inscreveu uma atleta para a competição olímpica do taekwondo pela primeira vez desde Pequim 2008. Faith Ogallo garantiu uma vaga na categoria +67 kg após terminar entre as duas primeiras do Torneio Africano de Qualificação Olímpica em Rabat, Marrocos.
| Atleta       | Evento          | Oitavas-de-final     | Quartas-de-final     | Semifinais           | Repescagem           | Final / BM           | Final / BM |
| Atleta       | Evento          | Adversário Resultado | Adversário Resultado | Adversário Resultado | Adversário Resultado | Adversário Resultado | Posição    |
| ------------ | --------------- | -------------------- | -------------------- | -------------------- | -------------------- | -------------------- | ---------- |
| Faith Ogallo | +67 kg feminino |                      |                      |                      |                      |                      |            |

## Voleibol

### Praia
A equipe nacional de voleibol de praia do Quênia qualificou diretamente para as Olimpíadas após vencer a medalha de ouro na Copa Continental da CAVB de 2018-2020 em Agadir, Marrocos.
| Atleta                                | Fase de grupos         | Fase de grupos                                                                   | Oitavas de final       | Quartas de final       | Semifinal              | Disputa do Bronze      | Final                  | Resultado | Resultado |
| Atleta                                | Adversário e resultado | Pos.                                                                             | Adversário e resultado | Adversário e resultado | Adversário e resultado | Adversário e resultado | Adversário e resultado | Resultado | Resultado |
| ------------------------------------- | ---------------------- | -------------------------------------------------------------------------------- | ---------------------- | ---------------------- | ---------------------- | ---------------------- | ---------------------- | --------- | --------- |
| Gaudencia Makokha Brackcides Khadambi | Feminino               | Grupo D BRA Ana Patrícia – Rebecca USA Claes – Sponcil LAT Kravčenoka – Graudiņa |                        |                        |                        |                        |                        |           |           |

### Quadra

#### Torneio feminino
A Seleção Queniana de Voleibol Feminino qualificou para as Olimpíadas após vencer a fase de grupos e garantir uma vaga direta entregue no Torneio Africano de Qualificação Olímpica de 2020 em Yaoundé, Camarões, marcando o retorno da nação ao esporte pela primeira vez desde Atenas 2004.
Feminino
| Camisa | Nome               | Posição     | Idade | Altura | Clube                 |
| ------ | ------------------ | ----------- | ----- | ------ | --------------------- |
| 1      | Jane Wacu          | Levantadora | 36    | 1,75   | Anse Royale           |
| 4      | Leonida Kasaya     | Ponta       | 27    | 1,68   |                       |
| 5      | Sharon Chepchumba  | Oposta      | 22    | 1,83   | KCB                   |
| 8      | Joy Lusenaka       | Levantadora | 30    | 1,77   | Kenya Prisons         |
| 10     | Noel Murambi       | Ponta       | 32    | 1,74   | Kenya Pipeline        |
| 12     | Gladys Ekaru       | Central     | 21    | 1,92   | Kenya Pipeline        |
| 13     | Lorine Chebet      | Central     | 21    | 1,79   |                       |
| 14     | Mercy Moim         | Ponta       | 32    | 1,83   | Kenya Commercial Bank |
| 15     | Pamela Jepkirui    | Ponta       | 26    | 1,78   | Kenya Prisons         |
| 16     | Agripina Kundu     | Líbero      | 28    | 1,65   |                       |
| 18     | Emmaculate Chemtai | Oposta      | 28    | 1,80   |                       |
| 19     | Edith Mukuvilani   | Central     | 27    | 1,84   |                       |
|        | Paul Bitok         | Treinador   | 47    |        |                       |

Fase de Grupos
|     |                      |     | Jogos | Jogos | Jogos | Resultados | Resultados | Resultados | Resultados | Resultados | Resultados | Sets | Sets | Sets  | Pontos | Pontos | Pontos |
| Pos | Equipe               | Pts | T     | V     | D     | 3–0        | 3–1        | 3–2        | 2–3        | 1–3        | 0–3        | V    | P    | R     | V      | P      | R      |
| --- | -------------------- | --- | ----- | ----- | ----- | ---------- | ---------- | ---------- | ---------- | ---------- | ---------- | ---- | ---- | ----- | ------ | ------ | ------ |
| 1   | Brasil               | 14  | 5     | 5     | 0     | 3          | 1          | 1          | 0          | 0          | 0          | 15   | 3    | 5,000 | 359    | 281    | 1.278  |
| 2   | Sérvia               | 12  | 5     | 4     | 1     | 4          | 0          | 0          | 0          | 1          | 0          | 13   | 3    | 4.333 | 306    | 263    | 1.163  |
| 3   | Coreia do Sul        | 7   | 5     | 3     | 2     | 1          | 0          | 2          | 0          | 0          | 2          | 9    | 10   | 0.900 | 324    | 340    | 0.953  |
| 4   | República Dominicana | 8   | 5     | 2     | 3     | 1          | 1          | 0          | 2          | 0          | 1          | 10   | 10   | 1,000 | 317    | 329    | 0.964  |
| 5   | Japão                | 5   | 5     | 1     | 4     | 1          | 0          | 0          | 2          | 0          | 2          | 7    | 12   | 0.583 | 301    | 301    | 1,000  |
| 6   | Quênia               | 0   | 5     | 0     | 5     | 0          | 0          | 0          | 0          | 0          | 5          | 0    | 15   | 0,000 | 208    | 301    | 0.691  |

| 25 de julho 19:40 | Japão | – | Quênia | Ariake Arena, Tóquio |
| 25 de julho 19:40 | Set 1 |   |        | Ariake Arena, Tóquio |
| 25 de julho 19:40 | Set 2 |   |        | Ariake Arena, Tóquio |
| 25 de julho 19:40 | Set 3 |   |        | Ariake Arena, Tóquio |
| 25 de julho 19:40 | Set 4 |   |        | Ariake Arena, Tóquio |
| 25 de julho 19:40 | Set 5 |   |        | Ariake Arena, Tóquio |

| 27 de julho 21:45 | Coreia do Sul | – | Quênia | Ariake Arena, Tóquio |
| 27 de julho 21:45 | Set 1         |   |        | Ariake Arena, Tóquio |
| 27 de julho 21:45 | Set 2         |   |        | Ariake Arena, Tóquio |
| 27 de julho 21:45 | Set 3         |   |        | Ariake Arena, Tóquio |
| 27 de julho 21:45 | Set 4         |   |        | Ariake Arena, Tóquio |
| 27 de julho 21:45 | Set 5         |   |        | Ariake Arena, Tóquio |

| 29 de julho 14:20 | Sérvia | – | Quênia | Ariake Arena, Tóquio |
| 29 de julho 14:20 | Set 1  |   |        | Ariake Arena, Tóquio |
| 29 de julho 14:20 | Set 2  |   |        | Ariake Arena, Tóquio |
| 29 de julho 14:20 | Set 3  |   |        | Ariake Arena, Tóquio |
| 29 de julho 14:20 | Set 4  |   |        | Ariake Arena, Tóquio |
| 29 de julho 14:20 | Set 5  |   |        | Ariake Arena, Tóquio |

| 31 de julho 09:00 | República Dominicana | – | Quênia | Ariake Arena, Tóquio |
| 31 de julho 09:00 | Set 1                |   |        | Ariake Arena, Tóquio |
| 31 de julho 09:00 | Set 2                |   |        | Ariake Arena, Tóquio |
| 31 de julho 09:00 | Set 3                |   |        | Ariake Arena, Tóquio |
| 31 de julho 09:00 | Set 4                |   |        | Ariake Arena, Tóquio |
| 31 de julho 09:00 | Set 5                |   |        | Ariake Arena, Tóquio |

| 2 de agosto 21:45 Relatório: Resultados Estatísticas | Brasil | 3 – 0 | Quênia | Ariake Arena, Tóquio Árbitro(s): SRB Vladimir Simonovic ITA Daniele Rapisarda |
| 2 de agosto 21:45 Relatório: Resultados Estatísticas | 25     | Set 1 | 10     | Ariake Arena, Tóquio Árbitro(s): SRB Vladimir Simonovic ITA Daniele Rapisarda |
| 2 de agosto 21:45 Relatório: Resultados Estatísticas | 25     | Set 2 | 16     | Ariake Arena, Tóquio Árbitro(s): SRB Vladimir Simonovic ITA Daniele Rapisarda |
| 2 de agosto 21:45 Relatório: Resultados Estatísticas | 25     | Set 3 | 8      | Ariake Arena, Tóquio Árbitro(s): SRB Vladimir Simonovic ITA Daniele Rapisarda |
| 2 de agosto 21:45 Relatório: Resultados Estatísticas | Set 4  |       |        | Ariake Arena, Tóquio Árbitro(s): SRB Vladimir Simonovic ITA Daniele Rapisarda |
| 2 de agosto 21:45 Relatório: Resultados Estatísticas | Set 5  |       |        | Ariake Arena, Tóquio Árbitro(s): SRB Vladimir Simonovic ITA Daniele Rapisarda |